# ویکتور ویل (کالیفرنیا)
ویکتورویل (به انگلیسی: Victorville) شهری در شهرستان سن برناردینو، کالیفرنیا ایالت کالیفرنیا است که در سرشماری سال ۲۰۱۰ میلادی، ۱۱۵۹۰۳ نفر جمعیت داشته‌است.